# Lucio Licinio Lucullo (pretore 104 a.C.)
Lucio Licinio Lucullo (in latino Lucius Licinius Lucullus; 144 a.C. circa – Heraclea, presumibilmente dopo il 90 a.C.) è stato un politico e militare romano, pretore nel 104 a.C. e generale nella Seconda guerra servile.  È il padre del Lucullo, omonimo, che si distinse come una delle figure più eminenti della tarda Repubblica Romana.

## Biografia
Faceva parte della Gens Licinia. Suo padre, un omonimo Lucio Licinio Lucullo, da Homo novus era divenuto console nel 151 e si era distinto come militare in Hispania e nella guerra lusitana.
Avendo raggiunto il consolato, aveva introdotto la sua famiglia tra i ranghi della nobiltà; subito dopo gli venne affidato un esercito nella penisola iberica in un periodo di pace e si arricchì enormemente conducendo attacchi illeciti contro il popolo dei Vaccei. Il Senato tuttavia non gli chiese alcun resoconto su tali scorrette operazioni.
Per prolungare l'ascesa della dinastia tra le famiglie più influenti dell'Urbe verso il 119 fece sposare il giovane Lucio Licinio a Cecilia Metella Calva, esponente dei potenti Caecilii Metelli, uno dei rami più forti dell'antica e rispettata Gens Caecilia.
Calva era infatti la figlia di Lucio Cecilio Metello Calvo, console nel 142 a.C., e sorella di Quinto Cecilio Metello Numidico e Lucio Cecilio Metello Dalmatico,  consoli rispettivamente nel 109 e nel 119, tutte figure in vetta al partito degli Optimates. Il matrimonio nonostante due figli non si rivelò felice; Calva instaurò diverse relazioni scandalose, specialmente con schiavi, che infine costrinsero Lucio a ripudiarla. In un primo momento tuttavia tale opportunistico legame gli dischiuse molte porte del vertiginoso mondo della politica romana.

### Rivolta servile di Tito Vettio
Lucullo venne eletto come uno dei pretori dell'anno 104. Durante il suo mandato un Cavaliere romano, membro degli Equites, Titus Minucius Vettius, Tito Vettio, organizzò una rivolta di schiavi dalle parti di Capua e si autoproclamò Re della Campania. Il neo pretore venne inviato a fronteggiarlo.
Secondo Diodoro Siculo, che narra la vicenda nel libro XXXVI della Bibliotheca Historica, Vettio si era innamorato di una schiava giovane e bellissima, e si era accordato per il suo affrancamento con il proprietario per un esorbitante riscatto di 7 talenti attici. Indebitatosi nel tentativo di raccogliere tale somma, ceduto al panico una volta scaduti i termini del prestito, liberò e concentrò in una piccola armata tutti i suoi 700 schiavi e sterminò i creditori e il passato padrone della sua amata.
Datosi al brigantaggio, promessa la libertà a tutti gli schiavi che fossero scappati per aggiungersi al suo esercito, prese a razziare le ricche campagne circostanti e raccolse in totale 3500 uomini.
Lucullo lo affrontò con 4000 fanti e 400 cavalieri presso una collina che Vettio aveva fortificato appositamente per attestarvisi. Un primo assalto fu respinto a causa della posizione rialzata difficilmente oppugnabile, perciò il pretore decise di ricorrere a uno stratagemma: messosi in contatto con Apollonio, il principale luogotenente di Vettio, gli promise la libertà e la salvezza se avesse rivolto quanti più uomini avesse potuto contro Vettio medesimo. Apollonio accettò di tradire. Fu facile per Lucullo attaccare e sgominare i ribelli una volta che cominciarono a combattere tra loro. Vettio preferì suicidarsi prima di essere catturato, mentre tutti i prigionieri vennero condannati a morte, eccetto Apollonio cui secondo i patti venne risparmiata la vita.

### Seconda guerra servile
Ben più importante e difficoltoso fu il secondo scenario bellico in cui fu chiamato a impegnarsi, la sedizione di schiavi in Sicilia passata alla Storia come Seconda guerra servile.
Il Senato scelse Lucullo per rimpiazzare il propretore e governatore dell'isola, Publio Licinio Nerva. Molti schiavi provenienti dai paesi alleati di Roma erano stati liberati su direttiva del Senato, e Nerva non era riuscito a contenere la rabbia di quelli tra loro che non erano compresi dal provvedimento.
Nerva subì dei rovesci militari, e quando Lucullo venne chiamato ad agire, l'intera Trinacria, considerato un granaio fondamentale per il rifornimento dell'Urbe, era in preda al caos e all'anarchia.
Le campagne erano completamente sotto il controllo delle bande di schiavi che compivano saccheggi, razzie, massacri e stupri, mentre le città erano in balia di sé stesse, visto che non c'era più nessuna autorità capace di far rispettare le leggi; perciò ognuno prese a commettere i crimini più efferati con la certezza dell'impunità.
I due principali gruppi di ribelli, quello dell'ateniese Salvio, che aveva fama di indovino e si era autoproclamato Re di Sicilia, e quello del cilicio Atenione, si erano uniti sotto la guida del primo, raggiungendo le 60.000 unità; si erano trincerati a Triocala (l'odierna Caltabellotta).
Lucullo sbarcò in Sicilia nel 103 alla guida di 17.000 uomini.
Salvius, che aveva preso a farsi chiamare Trifone, come in precedenza aveva fatto un generale seleucida elevatosi a Re, avrebbe preferito attendere il condottiero romano presso la sua roccaforte, ma Atenione lo indusse ad affrontarlo presso Scirtea.
Colà 40.000 schiavi ribelli affrontarono 14.000 romani. Dopo molte schermaglie, il grosso dei due eserciti entrò in contatto. All'inizio sembrò che i rivoltosi avrebbero potuto costringere i romani alla ritirata, con Atenione e la sua cavalleria che andavano infliggendo pesanti perdite a Lucullo. Tuttavia, proprio quando sembrava che gli schiavi fossero sul punto di ottenere la vittoria, Atenione venne ferito e sbalzato di cavallo. Per salvarsi fu costretto a fingere la morte. I suoi, credendo caduto il loro valoroso generale, si scoraggiarono e si diedero alla fuga. Trifone,  vedendo il massacro del suo esercito, si unì alla rotta generale verso la protezione di Triocala.  Più tardi nella notte, protetto dall'oscurità, anche il ferito Atenione riuscì a scappare. Diodoro stima che al calar del sole, con migliaia di schiavi sgozzati durante il tracollo e il relativo inseguimento, Trifone aveva perso 20.000 uomini e metà del suo esercito.
Lucullo tuttavia, per indolenza o forse, come si disse, per corruzione, non sfruttò subito il vantaggio acquisito e anziché attaccare immediatamente i ribelli, cinse d'assedio Triocala, ma senza fortuna, anzi collezionando rovesci. Decise di cambiare strategia e prendere la città per fame.
Poco prima della fine del 103 Lucullo stazionava fuori dalle mura di Triocala, frustrato dall'impossibilità di espugnarla e porre fine alla ribellione. A Roma il Senato, vedendo nel suo fallimento nel concludere l'assedio la prova di una qualche sorta di indolenza o incompetenza, decise di non prolungare il suo comando in Sicilia. Affidò al pretore Gaio Servilio l'incarico di prendere il suo posto al termine del mandato, nel 102.
Lucullo, venuto a sapere che il suo successore si accingeva con un nuovo esercito a invadere la Sicilia, ordinò ai soldati di distruggere tutti gli accampamenti e le provviste e bruciare tutte le macchine d'assedio davanti a Triocala, affinché anche il nuovo venuto fallisse nel compito e, dunque, la sua colpa, agli occhi del Senato, fosse sminuita.
Servilio, con l'esercito di Lucullo ormai allo sbando e senza fortificazioni, per l'intera durata dell'anno non poté in nessun modo contenere la rivolta, e fu anzi sconfitto in battaglia da Atenione, che nel frattempo aveva assassinato Servio-Trifone ed era assunto a nuovo capo della rivolta.
Nel 101 Servilio venne rimpiazzato a sua volta dal console e collega di Gaio Mario, Manio Aquilio, che nel 100 pose definitivamente fine alla sedizione.

### Processo, esilio e discendenza
Appena tornato a Roma nel 102 venne processato davanti al Senato per la sua condotta militare, stessa sorte che toccò in seguito anche al suo successore Gaio. L'aver congedato l'esercito e distrutto i presidi costò a Lucullo l'interdizione dalle pubbliche cariche, l'esilio da Roma, e la possibilità di ripercorrere il Cursus honorum del padre. Si ritirò presso i suoi possedimenti a Heraclea, in Basilicata.
Venne inoltre accusato di abuso di comando, peculato e appropriazione indebita. Lo si accusò di aver provato a prolungare la guerra in Sicilia solo per tentare di arricchirsi depredando la provincia, come già suo padre aveva fatto in Spagna, e di aver quindi voluto sacrificare le risorse pubbliche che gli erano state affidate a fini meramente personali. Queste particolari accuse vennero pubblicamente sostenute da Servilio Augure, così che la Gens Servilia potesse vendicarsi del danno procurato da Lucullo a un suo esponente, Gaio Servilio. Lucio Licinio chiese al cognato Metello Numidico di difenderlo pubblicamente, ma egli non prestò alcun soccorso, probabilmente perché imparentato anche coi Servilii -Quinto Cecilio Metello Macedonico era lo zio di Numidico ed era sposato alla figlia di Gaio Servilio Vata, pretore nel 114- e Servilio Augure vinse la causa.
Lucullo ebbe due illustri figli, entrambi divenuti consoli: Lucius Licinius Lucullus, omonimo del padre e del nonno, e Marco Terenzio Varrone Lucullo.
Gli albori della loro carriera politica furono funestati dal rovinoso epilogo del genitore, ma si fecero conoscere per il grande spirito d'iniziativa e il profondo affetto filiale nel 90 quando, appena adolescenti,nel tentativo di restaurarne l'onore, intentarono causa contro Servilio Augure . I due si fecero ben valere in una contesa in cui erano destinati alla sconfitta, e infatti Servilio riuscì a salvarsi solo perché il processo sfociò nel caos.